# Taylor Spivey
Taylor Katherine Spivey (Redondo Beach, 13 de abril de 1991) é uma triatleta estadunidense.

## Carreira
Spivey é filha de Marc Spivey e Bonnie Spivey. Em entrevistas, ela creditou seus pais por sua introdução ao triatlo, com sua mãe tendo uma carreira anterior como triatleta profissional de longa distância e seu pai também competindo na distância Ironman como um atleta de faixa etária. Sua mãe competiu em um evento Ironman enquanto estava com Spivey. Nascida no sul da Califórnia, sua formação é em salva-vidas de surfe, ela ganhou vários títulos nacionais como salva-vidas do condado de Los Angeles. Ela nadou para o Cal Poly Mustangs, competindo em eventos de estilo livre de distância. Ela fez triatlo de curta distância (sprint e distância padrão) na faculdade.
Spivey compete no nível Elite pro nas competições ITU Triathlon World Cup, ITU World Triathlon Series, Grand Prix de Triathlon, American Triathlon Confederation (CAMTRI) e Super League Triathlon . Todas essas competições são de percurso curto (sprint e triatlo de distância padrão no nível da copa do mundo e ITU World Triathlon Series), embora em entrevistas ela tenha expressado interesse em competir em triatlos de média distância (distância half-iron) no futuro.
Nos Jogos Olímpicos de Verão de 2024, em Paris, conquistou a medalha de prata no revezamento misto, ao lado de Seth Rider, Morgan Pearson e Taylor Knibb, com o tempo de 1:25:40.